# Котляревська Олена Іванівна
Оле́на Іва́нівна Котляре́вська (1968—2022) — українська музикознавиця та педагог, кандидат мистецтвознавства (1997), доцент (2002).

## Життєпис
Народилася 1968 року в місті Новосибірськ. Донька Івана Котляревського, онука Арсенія Котляревського та Віри Бакєєвої.
1992 року закінчила Київську консерваторію (клас Д. Терентьєва), 1995-го — аспірантуру при Інституті мистецтвознавства (керівник Олександр Костюк), де й працювала до 1999 року.
1997 року захистила ступінь кандидата мистецтвознавства. Від того ж року одночасно працювала доцентом кафедри композиції, інструментовки та музично-інформаційних технологій Національної музичної академії України. За сумісництвом викладала у Музичному училищі ім. Р. Ґлієра в 1994—2005 роках, в Університеті культури і мистецтв — у 1997–1999-х.
Від 2002 року — доцент.
Наукові дослідження стосуються питань філософсько-естетичних, психологічних та культурологічних аспектів сприйняття й інтерпретації музичних явищ.
Серед її учнів — Андрій Сташевський.Серед робіт:
- «Об'єктивно-суб'єктивні параметри буття музичного твору», 1997
- «Біфункціональність музичного тексту у процесі пізнання художньої картини світу», 1999
- «Ритмо-інтонаційний комплекс як інформаційно-смислова одиниця», 2002
- «Читання партитур як вид інтерпретації», 2012
- «Проблеми визначення поняття „смисл“ в контексті музичного твору», 2012
- «Теорія музики як процес: історія, проблеми, інновації», 2018.